# Maksims Rafaļskis
Maksims Rafaļskis (ur. 11 maja 1984 w Rydze) – piłkarz łotewski grający na pozycji lewego pomocnika. Od września 2014 do 2016 roku był zawodnikiem klubu Wigry Suwałki. Od 2017 roku zawodnik klubu FK Jelgava.

## Kariera klubowa
Karierę piłkarską Rafaļskis rozpoczął w klubie FK Rīga. W 2005 roku awansował do kadry pierwszej drużyny i wówczas zadebiutował w niej w rozgrywkach łotewskiej ekstraklasy. W FK Rīga grał do połowy 2008 roku.
Latem 2008 Rafaļskis przeszedł z FK Rīga do Liepājas Metalurgs. W sezonie 2009, w którym strzelił 11 goli, osiągnął swój pierwszy sukces w karierze. Wywalczył z Metalurgsem tytuł mistrza Łotwy, drugi w historii klubu.
W 2011 roku Rafaļskis odszedł z Metalurgsa do rosyjskiej Bałtiki Kaliningrad, grającej w Pierwszej Dywizji. W Bałtice zadebiutował 25 kwietnia 2011 roku w przegranym 0:3 wyjazdowym meczu z Urałem Jekaterynburg.
| Sezon     | Klub                | Kraj     | Rozgrywki        | Mecze | Bramki |
| --------- | ------------------- | -------- | ---------------- | ----- | ------ |
| 2005      | FK Rīga             | Łotwa    | Virslīga         | 23    | 2      |
| 2006      | FK Rīga             | Łotwa    | Virslīga         | 18    | 0      |
| 2007      | FK Rīga             | Łotwa    | Virslīga         | 16    | 1      |
| 2008      | FK Rīga             | Łotwa    | Virslīga         | 10    | 0      |
| 2008      | Liepājas Metalurgs  | Łotwa    | Virslīga         | 16    | 0      |
| 2009      | Liepājas Metalurgs  | Łotwa    | Virslīga         | 30    | 11     |
| 2010      | Liepājas Metalurgs  | Łotwa    | Virslīga         | 14    | 0      |
| 2011      | Bałtika Kaliningrad | Rosja    | Pierwyj diwizion | 18    | 0      |
| 2012      | FC Daugava          | Łotwa    | Virslīga         | 20    | 1      |
| 2013      | Akraness            | Islandia |                  | 11    | 0      |
| 2014      | FC Jūrmala          | Łotwa    | Virslīga         | 7     | 0      |
| 2014–2016 | Wigry Suwałki       | Polska   | I liga           | 33    | 1      |
| 2017      | FK Jelgava          | Łotwa    | Virslīga         | 0     | 0      |

## Kariera reprezentacyjna
W reprezentacji Łotwy Rafaļskis zadebiutował 12 sierpnia 2009 roku w przegranym 0:1 towarzyskim meczu z Bułgarią. W swojej karierze grał już z Łotwą w eliminacjach do MŚ 2010 i w eliminacjach do Euro 2012.